# 廷塔哲

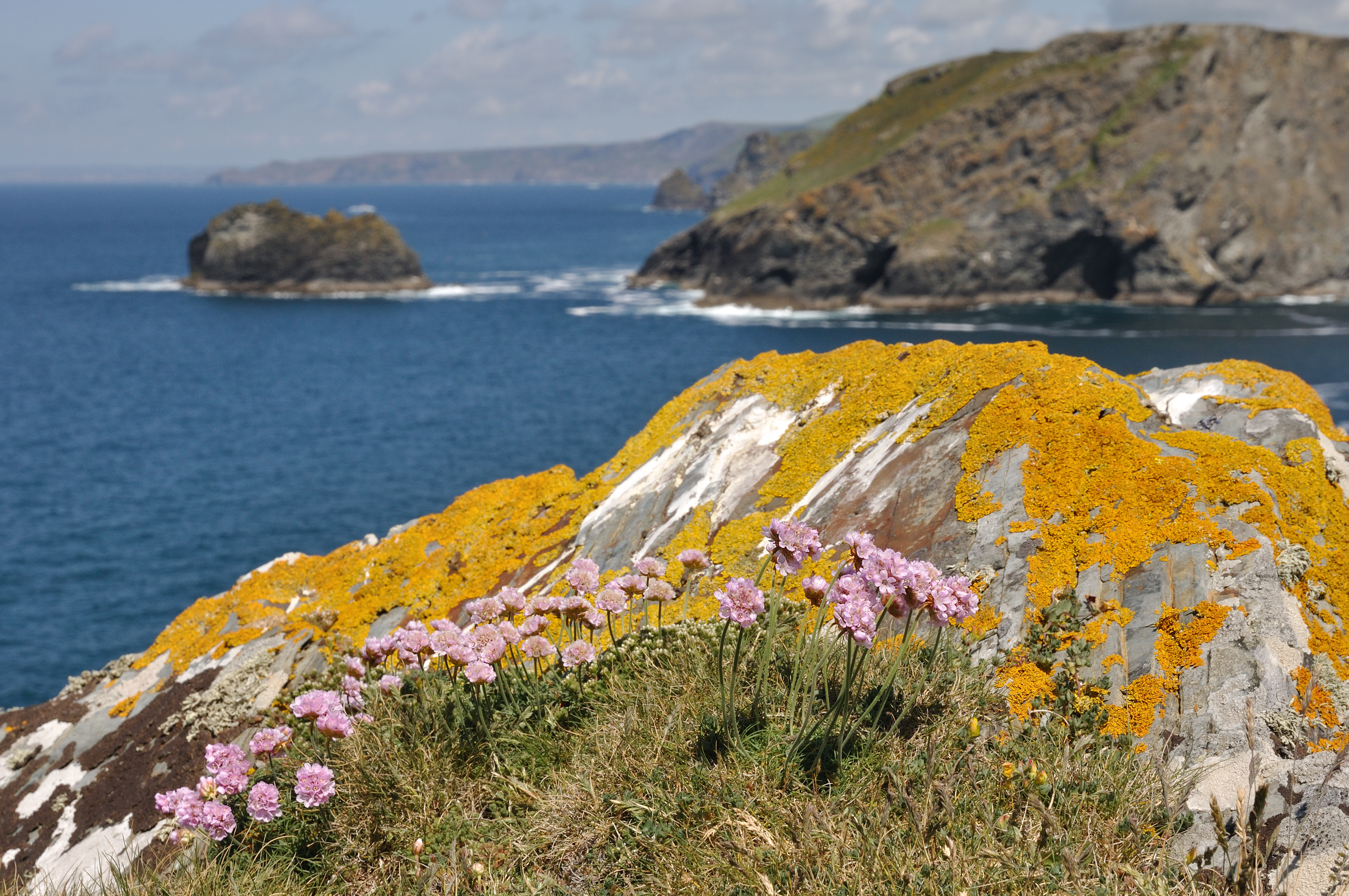
廷塔哲

廷塔哲（英語：Tintagel）是位於英國康沃爾地區的一個村鎮，面向大西洋。廷塔哲附近的廷塔哲城堡和亞瑟王的傳說有著密切的關係，也由於亞瑟王傳說使得廷塔哲發展成為一座旅遊業發達的小鎮。除了廷塔哲城堡之外，廷塔哲附近還有美麗的沙灘景色。